# Карбаускис, Рамунас
Раму́нас Карба́ускис (лит. Ramūnas Karbauskis; род. 5 декабря 1969) — литовский бизнесмен, политик и филантроп.

## Биография

### Образование и деловая карьера
Родился 5 декабря 1969 года в деревне Найсяй Шяуляйского района.
Отец — Чесловас Карбаускис, выпускник Литовской сельскохозяйственной академии, председатель колхоза «За мир», депутат Верховного Совета Литовской ССР, в 1989—1992 годах директор Литовского института садоводства и земледелия, позже генеральный директор предприятия Naisių investicijos. Мать — Нийоле Карбаускене.
В 1987 году окончил среднюю школу им. Юлюса Янониса в Шяуляе. В том же году он поступил на агрономический факультет Литовской сельскохозяйственной академии, которую окончил в 1992 году.
В юности Карбаускис проявлял активный интерес к шашкам, став кандидатом в мастера спорта по международным и русским шашкам. В 1987—1988 годах был членом Литовской молодёжной сборной по русским шашкам.
В 1993 году Карбаускис создал компанию ЗАО «Agrokoncernas». В течение следующих двух десятилетий «Agrokoncernas» стала одной из крупнейших аграрных групп в Литве, в ней работало более 800 человек. Карбаускис сохранил полное право собственности на компанию, что сделало его одним из самых богатых людей в Литве.

### Политическая карьера
Участвуя в политике начиная с середины 1990-х годов, Карбаускис был трижды избран в Сейм.
В выборах 1996 года, он участвовал как независимый кандидат и был избран в седьмой Сейм от одномандатного избирательного округа № 45 «Сельский Шяуляй». В 1998 году он присоединился к партии «Крестьяне Литвы» и стал её председателем. С 1997 по 2000 год он также входил в состав Совета самоуправления Шяуляйского района.
В выборах 2000 года Карбаускис был переизбран в своем одномандатном округе, представляя партию «Крестьяне Литвы». В восьмом Сейме он занимал пост вице-спикера с 2000 по 2001 год.
С 2009 года Карбаускис был председателем литовского Союза крестьян-народников, переименованного в 2012 году «Союз крестьян и зелёных Литвы» (СКЗЛ). На парламентских выборах 2012 года партия потерпела неудачу, набрав всего 3,88 % голосов избирателей. Однако уже на парламентских выборах 2016 года партия заняла первое место, получив рекордные 56 мандатов. Карбаускис сам прошёл в парламент по одномандатному избирательному округу Шилайняй (в Каунасе).

### Благотворительность и общественная деятельность
Карбаускис организовал семейный фестиваль «Naisiai» (безалкогольный летний развлекательный фестиваль под открытым небом). Он также выступил в качестве сценариста и продюсера сериала «Naisių vasara», основанного на историях из деревни Найсяй, где Карбаускис родился.
В 2013 году Карбаускис стал соучредителем благотворительного фонда «Švieskime Vaikus» (давайте просвещать детей), в сотрудничестве с литовским певцом и продюсером Андрюсом Мамонтовасом.
Карбаускис был президентом Литовской федерации шашек с 2006 года, а с 2009 года — вице-президентом Литовской ассоциации жемайтской лошади (исторической верховой породы из Литвы).

### Семья
У Карбаускиса есть жена Лина и двое сыновей: Юстинас и Мантас. Его брат Миндаугас Карбаускис был художественным руководителем Московского академического театра имени Владимира Маяковского в 2011–2022 годах.